# Zdzisław Stropek
Zdzisław Stropek (ur. 2 grudnia 1921 w Sanoku, zm. 15 lutego 2011 w Katowicach) – polski ekonomista, profesor zwyczajny Wyższej Szkole Ekonomiczny w Katowicach. Żołnierz Armii Krajowej.

## Życiorys
Po wybuchu II wojny światowej podczas okupacji niemieckiej ukończył tajne nauczanie w ramach przedwojennego sanockiego gimnazjum, zadjąc maturę. Działał w Armii Krajowej pod pseudonimem „Ścisły”. Służył w placówce Sanok obwodu Sanok AK. Był członkiem patrolu dywersyjnego. W nocy 20/21 lipca 1944 uczestniczył w nieudanej akcji uwolnienia Władysława Szelki ps. „Borsuk” z więzienia w Sanoku. W 1944 brał udział w Akcji „Burza” w szeregach VI plutonu pod dowództwem Pawła Dziubana ps. „Dziedzic”. W czasie wojny był zatrudniony w sanockiej fabryce wagonów zdobywając zawód spawacza.
Później pracował jako księgowy w Kopalnictwie Naftowym w Sanoku. Stamtąd został skierowany na studia ekonomii w Wyższej Szkole Ekonomicznej w Katowicach (wraz z nim Marcin Drozd, z którym mieszkał tamże). Pozostał na uczelni obejmując kolejno stanowiska asystenta, adiunkta, docenta w Katedrze Rachunkowości. W 1962 uzyskał stopień doktora za rozprawę pt. Rachunek kosztów walcowni i jego problematyka w świetle równoczesnych metod rachunkowości. 13 czerwca 1975 uzyskał habilitację (rozprawa pt. Wybrane problemy teorii rachunku kosztów własnych produkcji) jako drugi naukowiec w historii Katedry Rachunkowości, a jednocześnie otrzymał posadę zastępcy dyrektora Instytutu Organizacji Przetwarzania Danych WSE (dyrektorami byli Zbigniew Messner, a od 1982 Bernard Binkowski), w ramach którego był kierownikiem Zakładu Rachunkowości. Od 1969 do 1982 był kierownikiem naukowo-dydaktycznym punktu konsultacyjnego WSE w Częstochowie. Prócz pracy wykładowcy opublikował ok. prac naukowych. W 1983 uzyskał tytuł profesora nadzwyczajnego. Następnie otrzymał tytuł profesora zwyczajnego. Należał do Stowarzyszenia Księgowych w Polsce.
Zamieszkiwał przy ulicy Juliana Marchlewskiego w Katowicach (obecnie ulica Misjonarzy Oblatów MN). Po przejściu na emeryturę zamieszkał ponownie w rodzinnym Sanoku. Miał syna Janusza. Na początku 2001 ogłoszono jego awans na stopień podporucznika oraz przyznanie patentu „Weterana Walk o Wolność i Niepodległość Ojczyzny”. Pod koniec życia w wyniku upadku ze schodów w bloku mieszkalnym doznał wielu złamań, a po miesiącu zmarł 15 lutego 2011. Został pochowany 18 lutego 2011 po uroczystościach żałobnych w parafii św. Antoniego z Padwy na katowickim cmentarzu w Panewnikach.

## Publikacje
- Rachunek kosztów produkcji walcowni dużej (1969)
- Rachunek kosztów własnych produkcji przedsiębiorstw przemysłowych (1971)
- Zbiór ćwiczeń z rachunkowości przedsiębiorstw przemysłowych: Ogólne zasady rachunkowości; Ewidencja podstawowych (typowych) operacji gospodarczych przedsiębiorstw przemysłowych, Część 1 (1971, współautor: Bernard Binkowski)
- Wybrane problemy teorii rachunku kosztów własnych produkcji (1975)
- Zbiór ćwiczeń z rachunkowości (1978, współautorzy: Piotr Rojek, Henryk Rokicki)
- Zbiór ćwiczeń z rachunku kosztów przedsiębiorstw budowlano-montażowych (1978, współautor: Stanisław Głowacki)
- Zbiór ćwiczeń z rachunkowości przedsiębiorstw handlowych (1979)
- Podstawy rachunkowości (1979)

## Odznaczenia i wyróżnienia
- Krzyż Oficerski Orderu Odrodzenia Polski
- Krzyż Kawalerski Orderu Odrodzenia Polski
- Krzyż Armii Krajowej
- Medal Komisji Edukacji Narodowej
- Odznaka pamiątkowa Akcji „Burza”